# Milnesium zsalakoae
Milnesium zsalakoae is een soort beerdiertje.
Het dier is ingedeeld in het geslacht Milnesium dat behoort tot de familie Milnesiidae. Milnesium zsalakoae werd in 2010 beschreven door Meyer en Hinton.